# 부룬디 축구 국가대표팀
부룬디 축구 국가대표팀(룬디어: Intamba m'Urugamba)은 부룬디를 대표하는 축구 국가대표팀으로 부룬디 축구 연맹에서 관리한다. 홈 구장은 프린스 루이 르와가소레 스타디움이며 1964년 10월 9일에 열린 우간다와의 국제 A매치 데뷔전에서 5-7로 석패했다.

## 국제 대회 경력

### FIFA 월드컵
1994년 FIFA 월드컵 아프리카 지역 예선을 시작으로 현재까지도 꾸준히 월드컵 예선에 출전하고 있으나 월드컵 본선 경험은 전무하며 월드컵 지역 예선 통산 22경기에서 7승 5무 10패를 기록하고 있다.

### 아프리카 네이션스컵
2019년 아프리카 네이션스컵 예선에서 2승 4무를 기록하며 말리에 이어 C조 2위로 월드컵과 아프리카 네이션스컵을 통틀어 사상 첫 메이저 대회 본선 진출에 성공한 부룬디는 본선에서 나이지리아, 기니, 마다가스카르와 B조에 편성되어 비록 1골도 넣지 못한 채 3전 전패·조 최하위로 조별리그에서 탈락했지만 조별리그 3경기를 치르는 동안에도 결코 쉽게 무너지지 않는 수비력을 보여주었다.

### 아프리카 네이션스 챔피언십
2014년 아프리카 네이션스 챔피언십을 통해 처음으로 국제 대회에 모습을 드러낸 부룬디는 비록 1승 1무 1패·D조 3위로 조별리그에서 탈락했지만 2차전에서 모리타니를 3-2로 꺾고 국제 대회 첫 승을 신고했으며 대회 최종 순위에서도 10위로 조별리그에서 탈락한 8팀 중 남아프리카 공화국에 이어 2번째로 높은 순위에 올랐다.

## 기타 국제 대회 경력
세카파컵 39번의 대회 중 21번의 대회에 출전하여 이 중 3번의 대회(1980년, 2006년, 2007년)에서는 우승을 차지했고 2번의 대회(1990년, 2013년)에서는 준우승을 차지하는 등 11번의 대회에서 4강 이상의 성적을 거두었으며 또한 2020년 방가반두컵에도 출전하여 팔레스타인에 이어 준우승을 차지하면서 다른 국제 대회에서만큼은 준수한 성과들을 거두었다.

## FIFA 월드컵 (본선)
| 년도   | 결과           | 순위           | 경기           | 승             | 무*            | 패             | 득점           | 실점           | 승점           |
| ------ | -------------- | -------------- | -------------- | -------------- | -------------- | -------------- | -------------- | -------------- | -------------- |
| 1930년 | 독립 이전      | 독립 이전      | 독립 이전      | 독립 이전      | 독립 이전      | 독립 이전      | 독립 이전      | 독립 이전      | 독립 이전      |
| 1934년 | 독립 이전      | 독립 이전      | 독립 이전      | 독립 이전      | 독립 이전      | 독립 이전      | 독립 이전      | 독립 이전      | 독립 이전      |
| 1938년 | 독립 이전      | 독립 이전      | 독립 이전      | 독립 이전      | 독립 이전      | 독립 이전      | 독립 이전      | 독립 이전      | 독립 이전      |
| 1950년 | 독립 이전      | 독립 이전      | 독립 이전      | 독립 이전      | 독립 이전      | 독립 이전      | 독립 이전      | 독립 이전      | 독립 이전      |
| 1954년 | 독립 이전      | 독립 이전      | 독립 이전      | 독립 이전      | 독립 이전      | 독립 이전      | 독립 이전      | 독립 이전      | 독립 이전      |
| 1958년 | 독립 이전      | 독립 이전      | 독립 이전      | 독립 이전      | 독립 이전      | 독립 이전      | 독립 이전      | 독립 이전      | 독립 이전      |
| 1962년 | 독립 이전      | 독립 이전      | 독립 이전      | 독립 이전      | 독립 이전      | 독립 이전      | 독립 이전      | 독립 이전      | 독립 이전      |
| 1966년 | 비회원국       | 비회원국       | 비회원국       | 비회원국       | 비회원국       | 비회원국       | 비회원국       | 비회원국       | 비회원국       |
| 1970년 | 비회원국       | 비회원국       | 비회원국       | 비회원국       | 비회원국       | 비회원국       | 비회원국       | 비회원국       | 비회원국       |
| 1974년 | 비회원국       | 비회원국       | 비회원국       | 비회원국       | 비회원국       | 비회원국       | 비회원국       | 비회원국       | 비회원국       |
| 1978년 | 불참           | 불참           | 불참           | 불참           | 불참           | 불참           | 불참           | 불참           | 불참           |
| 1982년 | 불참           | 불참           | 불참           | 불참           | 불참           | 불참           | 불참           | 불참           | 불참           |
| 1986년 | 불참           | 불참           | 불참           | 불참           | 불참           | 불참           | 불참           | 불참           | 불참           |
| 1990년 | 불참           | 불참           | 불참           | 불참           | 불참           | 불참           | 불참           | 불참           | 불참           |
| 1994년 | 예선 탈락      | 예선 탈락      | 예선 탈락      | 예선 탈락      | 예선 탈락      | 예선 탈락      | 예선 탈락      | 예선 탈락      | 예선 탈락      |
| 1998년 | 예선 도중 기권 | 예선 도중 기권 | 예선 도중 기권 | 예선 도중 기권 | 예선 도중 기권 | 예선 도중 기권 | 예선 도중 기권 | 예선 도중 기권 | 예선 도중 기권 |
| 2002년 | 기권           | 기권           | 기권           | 기권           | 기권           | 기권           | 기권           | 기권           | 기권           |
| 2006년 | 예선 탈락      | 예선 탈락      | 예선 탈락      | 예선 탈락      | 예선 탈락      | 예선 탈락      | 예선 탈락      | 예선 탈락      | 예선 탈락      |
| 2010년 | 예선 탈락      | 예선 탈락      | 예선 탈락      | 예선 탈락      | 예선 탈락      | 예선 탈락      | 예선 탈락      | 예선 탈락      | 예선 탈락      |
| 2014년 | 예선 탈락      | 예선 탈락      | 예선 탈락      | 예선 탈락      | 예선 탈락      | 예선 탈락      | 예선 탈락      | 예선 탈락      | 예선 탈락      |
| 2018년 | 예선 탈락      | 예선 탈락      | 예선 탈락      | 예선 탈락      | 예선 탈락      | 예선 탈락      | 예선 탈락      | 예선 탈락      | 예선 탈락      |
| 2022년 | 예선 탈락      | 예선 탈락      | 예선 탈락      | 예선 탈락      | 예선 탈락      | 예선 탈락      | 예선 탈락      | 예선 탈락      | 예선 탈락      |
| 합계   |                |                |                |                |                |                |                |                |                |

### FIFA 월드컵 (예선)
| 1930년 | 독립 이전                                     | 독립 이전                                     | 독립 이전                                     | 독립 이전                                     | 독립 이전                                     | 독립 이전                                     | 독립 이전                                     |                                               |                                               |
| 1934년 | 독립 이전                                     | 독립 이전                                     | 독립 이전                                     | 독립 이전                                     | 독립 이전                                     | 독립 이전                                     | 독립 이전                                     |                                               |                                               |
| 1938년 | 독립 이전                                     | 독립 이전                                     | 독립 이전                                     | 독립 이전                                     | 독립 이전                                     | 독립 이전                                     | 독립 이전                                     |                                               |                                               |
| 1950년 | 독립 이전                                     | 독립 이전                                     | 독립 이전                                     | 독립 이전                                     | 독립 이전                                     | 독립 이전                                     | 독립 이전                                     |                                               |                                               |
| 1954년 | 독립 이전                                     | 독립 이전                                     | 독립 이전                                     | 독립 이전                                     | 독립 이전                                     | 독립 이전                                     | 독립 이전                                     |                                               |                                               |
| 1958년 | 독립 이전                                     | 독립 이전                                     | 독립 이전                                     | 독립 이전                                     | 독립 이전                                     | 독립 이전                                     | 독립 이전                                     |                                               |                                               |
| 1962년 | 독립 이전                                     | 독립 이전                                     | 독립 이전                                     | 독립 이전                                     | 독립 이전                                     | 독립 이전                                     | 독립 이전                                     |                                               |                                               |
| 1966년 | 비회원국                                      | 비회원국                                      | 비회원국                                      | 비회원국                                      | 비회원국                                      | 비회원국                                      | 비회원국                                      |                                               |                                               |
| 1970년 | 비회원국                                      | 비회원국                                      | 비회원국                                      | 비회원국                                      | 비회원국                                      | 비회원국                                      | 비회원국                                      |                                               |                                               |
| 1974년 | 비회원국                                      | 비회원국                                      | 비회원국                                      | 비회원국                                      | 비회원국                                      | 비회원국                                      | 비회원국                                      |                                               |                                               |
| 1978년 | 불참                                          | 불참                                          | 불참                                          | 불참                                          | 불참                                          | 불참                                          | 불참                                          |                                               |                                               |
| 1982년 | 불참                                          | 불참                                          | 불참                                          | 불참                                          | 불참                                          | 불참                                          | 불참                                          |                                               |                                               |
| 1986년 | 불참                                          | 불참                                          | 불참                                          | 불참                                          | 불참                                          | 불참                                          | 불참                                          |                                               |                                               |
| 1990년 | 불참                                          | 불참                                          | 불참                                          | 불참                                          | 불참                                          | 불참                                          | 불참                                          |                                               |                                               |
| 1994년 | 4                                             | 1                                             | 1                                             | 2                                             | 2                                             | 4                                             | 4                                             |                                               |                                               |
| 1998년 | 2                                             | 2                                             | 0                                             | 0                                             | 2                                             | 0                                             | 6                                             |                                               |                                               |
| 2002년 | 기권                                          | 기권                                          | 기권                                          | 기권                                          | 기권                                          | 기권                                          | 기권                                          |                                               |                                               |
| 2006년 | 2                                             | 0                                             | 1                                             | 1                                             | 1                                             | 4                                             | 1                                             |                                               |                                               |
| 2010년 | 6                                             | 2                                             | 0                                             | 4                                             | 5                                             | 9                                             | 6                                             |                                               |                                               |
| 2014년 | 2                                             | 0                                             | 1                                             | 1                                             | 2                                             | 3                                             | 1                                             |                                               |                                               |
| 2018년 | 4                                             | 2                                             | 0                                             | 2                                             | 5                                             | 6                                             | 6                                             |                                               |                                               |
| 2022년 | 2                                             | 0                                             | 2                                             | 0                                             | 4                                             | 4                                             | 2                                             |                                               |                                               |
| 합계   | 22                                            | 7                                             | 5                                             | 10                                            | 21                                            | 30                                            | 26                                            |                                               |                                               |
| 순위   | 월드컵 예선 승점 순위 : 159위 (아프리카 38위) | 월드컵 예선 승점 순위 : 159위 (아프리카 38위) | 월드컵 예선 승점 순위 : 159위 (아프리카 38위) | 월드컵 예선 승점 순위 : 159위 (아프리카 38위) | 월드컵 예선 승점 순위 : 159위 (아프리카 38위) | 월드컵 예선 승점 순위 : 159위 (아프리카 38위) | 월드컵 예선 승점 순위 : 159위 (아프리카 38위) | 월드컵 예선 승점 순위 : 159위 (아프리카 38위) | 월드컵 예선 승점 순위 : 159위 (아프리카 38위) |

## 아프리카 네이션스컵
- 1962년 ~ 1974년 - 불참
- 1976년 - 예선 탈락
- 1978년 - 불참
- 1980년 - 기권
- 1982년 ~ 1992년 - 불참
- 1994년 - 예선 탈락
- 1996년 - 불참
- 1998년 - 기권
- 2000년 ~ 2017년 - 예선 탈락
- 2019년 - 조별 리그
- 2021년 - 예선 탈락

### 아프리카 네이션스컵 (예선)
| 아프리카 네이션스컵 예선 기록 | 아프리카 네이션스컵 예선 기록 | 아프리카 네이션스컵 예선 기록 | 아프리카 네이션스컵 예선 기록 | 아프리카 네이션스컵 예선 기록 | 아프리카 네이션스컵 예선 기록 | 아프리카 네이션스컵 예선 기록 | 아프리카 네이션스컵 예선 기록 |
| 년도                          | 경기                          | 승                            | 무*                           | 패                            | 득점                          | 실점                          | 승점                          |
| ----------------------------- | ----------------------------- | ----------------------------- | ----------------------------- | ----------------------------- | ----------------------------- | ----------------------------- | ----------------------------- |
| 1957년                        | 독립 이전                     | 독립 이전                     | 독립 이전                     | 독립 이전                     | 독립 이전                     | 독립 이전                     | 독립 이전                     |
| 1959년                        | 독립 이전                     | 독립 이전                     | 독립 이전                     | 독립 이전                     | 독립 이전                     | 독립 이전                     | 독립 이전                     |
| 1962년                        | 비회원국                      | 비회원국                      | 비회원국                      | 비회원국                      | 비회원국                      | 비회원국                      | 비회원국                      |
| 1963년                        | 비회원국                      | 비회원국                      | 비회원국                      | 비회원국                      | 비회원국                      | 비회원국                      | 비회원국                      |
| 1965년                        | 비회원국                      | 비회원국                      | 비회원국                      | 비회원국                      | 비회원국                      | 비회원국                      | 비회원국                      |
| 1968년                        | 비회원국                      | 비회원국                      | 비회원국                      | 비회원국                      | 비회원국                      | 비회원국                      | 비회원국                      |
| 1970년                        | 비회원국                      | 비회원국                      | 비회원국                      | 비회원국                      | 비회원국                      | 비회원국                      | 비회원국                      |
| 1972년                        | 비회원국                      | 비회원국                      | 비회원국                      | 비회원국                      | 비회원국                      | 비회원국                      | 비회원국                      |
| 1974년                        | 불참                          | 불참                          | 불참                          | 불참                          | 불참                          | 불참                          | 불참                          |
| 1976년                        | 4                             | 1                             | 0                             | 3                             | 2                             | 6                             | 3                             |
| 1978년                        | 불참                          | 불참                          | 불참                          | 불참                          | 불참                          | 불참                          | 불참                          |
| 1980년                        | 기권                          | 기권                          | 기권                          | 기권                          | 기권                          | 기권                          | 기권                          |
| 1982년                        | 불참                          | 불참                          | 불참                          | 불참                          | 불참                          | 불참                          | 불참                          |
| 1984년                        | 불참                          | 불참                          | 불참                          | 불참                          | 불참                          | 불참                          | 불참                          |
| 1986년                        | 불참                          | 불참                          | 불참                          | 불참                          | 불참                          | 불참                          | 불참                          |
| 1988년                        | 불참                          | 불참                          | 불참                          | 불참                          | 불참                          | 불참                          | 불참                          |
| 1990년                        | 불참                          | 불참                          | 불참                          | 불참                          | 불참                          | 불참                          | 불참                          |
| 1992년                        | 불참                          | 불참                          | 불참                          | 불참                          | 불참                          | 불참                          | 불참                          |
| 1994년                        | 5                             | 1                             | 4                             | 0                             | 5                             | 4                             | 7                             |
| 1996년                        | 불참                          | 불참                          | 불참                          | 불참                          | 불참                          | 불참                          | 불참                          |
| 1998년                        | 기권                          | 기권                          | 기권                          | 기권                          | 기권                          | 기권                          | 기권                          |
| 2000년                        | 6                             | 3                             | 0                             | 3                             | 5                             | 6                             | 9                             |
| 2002년                        | 8                             | 2                             | 2                             | 4                             | 6                             | 7                             | 8                             |
| 2004년                        | 4                             | 0                             | 0                             | 4                             | 1                             | 11                            | 0                             |
| 2006년                        | 2                             | 0                             | 1                             | 1                             | 1                             | 4                             | 1                             |
| 2008년                        | 6                             | 2                             | 1                             | 3                             | 6                             | 8                             | 7                             |
| 2010년                        | 6                             | 2                             | 0                             | 4                             | 5                             | 9                             | 6                             |
| 2012년                        | 6                             | 1                             | 2                             | 3                             | 7                             | 9                             | 5                             |
| 2013년                        | 2                             | 1                             | 0                             | 1                             | 2                             | 2                             | 3                             |
| 2015년                        | 2                             | 0                             | 1                             | 1                             | 0                             | 1                             | 1                             |
| 2017년                        | 6                             | 2                             | 0                             | 4                             | 8                             | 12                            | 6                             |
| 2019년                        | 6                             | 2                             | 4                             | 0                             | 11                            | 5                             | 10                            |
| 2021년                        | 6                             | 1                             | 2                             | 3                             | 6                             | 10                            | 5                             |
| 합계                          | 71                            | 18                            | 17                            | 34                            | 65                            | 94                            | 11                            |

## 주요 선수
- 조너선 나히마나
- 맥아서 아라카자
- 데이비드 은시미리마나
- 프레데릭 은사비윰바
- 피에르 크위제라
- 가엘 두하인다비
- 샤시리 나히마나
- 피스톤 압둘 라자크
- 사이도 베라히노
- 세드릭 아미시